# Kam Lee
Kam Lee właściwie Barney Kamalani Lee (ur. 11 lipca 1966) – amerykański muzyk, wokalista i perkusista. Znany z występów w grupie muzycznej Death w latach (1983-1985) oraz grupach Massacre, Cadaverizer, Denial Fiend, Kauldron, Abhorred Existence. Powszechnie uznawany za jednego z twórców stylu wokalnego, zwanego "growlem" i identyfikowanego głównie z death metalem.